# Christoph Eder
Christoph Eder (* 1987 auf der Insel Rügen) ist ein deutscher Filmregisseur und Autor.

## Leben
Christoph Eder wuchs im Ostseebad Göhren auf der Insel Rügen auf. Er ist Absolvent der Bauhaus-Universität Weimar (Medienkunst) und studierte im Master Regie an der Filmuniversität Babelsberg KONRAD WOLF. Zu seinen Arbeiten als Regisseur und Autor gehören mehrfach ausgezeichnete Dokumentar- und Kurzfilme, Online- und Fernsehproduktionen. Sein erster Kinodokumentarfilm Wem gehört mein Dorf? wurde mehrfach ausgezeichnet und für den Deutschen Filmpreis 2022 in der Kategorie Bester Dokumentarfilm nominiert. Eder lebt und arbeitet in Berlin und Leipzig.

## Filmografie (Auswahl)
- 2015: Mr. Wood
- 2016: Imbiss
- 2017: Streaming Through Life
- 2021: Wem gehört mein Dorf?